# Curcuma ecomata
Curcuma ecomata är en enhjärtbladig växtart som beskrevs av William Grant Craib. Curcuma ecomata ingår i släktet Curcuma och familjen Zingiberaceae. Inga underarter finns listade i Catalogue of Life.